# Agrostis isopholis
Agrostis isopholis är en gräsart som beskrevs av Charles Edward Hubbard. Agrostis isopholis ingår i släktet ven, och familjen gräs.
Artens utbredningsområde är Kongo-Kinshasa. Inga underarter finns listade i Catalogue of Life.